# Il cavaliere del deserto (film 1923)
Il cavaliere del deserto (Desert Rider) è un film muto del 1923 diretto da Robert North Bradbury. Prodotto dalla Sunset Productions su un soggetto di Frank Howard Clark, aveva come interpreti Jack Hoxie, Frank Rice, Claude Peyton, Evelyn Nelson. Fu l'ultimo film girato dalla Nelson, che venne trovata suicida il 16 giugno 1923.

## Trama
Rufe Kinkaid, per impadronirsi dell'oro di una miniera, ne uccide il proprietario, Dan Baird. Suo figlio, il piccolo Mickey, resta affidato a Jack Sutherland e a Toby, il socio di Baird, assieme alla proprietà legale della miniera. Sutherland scopre la località dove si trova la cava, trovandovi anche una ragazza che vi si è rifugiata e che è sulle tracce dell'uomo che ha sedotto sua sorella. Lei e Sutherland si innamorano ma, in assenza di Sutherland, arriva anche Kinkaid che riesce a rubare una notevole quantità di oro. La ragazza, cercando di trattenerlo, fa credere al malvivente di essere anche lei una poco di buono. Ma quando Sutherland ritorna, crede al suo tradimento sebbene, poi, ancora innamorato, li lasci andare via liberi. Kinkaid, però, tenterà nuovamente di approfittare della situazione ma alla fine sarà catturato, mentre Sutherland e la ragazza avranno finalmente un chiarimento che li porterà a una riconciliazione.(Kinematograph Weekly, 30 luglio 1925)

## Produzione
Il film fu prodotto dalla Sunset Productions.

## Distribuzione
Distribuito dalla Aywon Film, il film uscì nelle sale statunitensi nel giugno 1923. Ebbe anche una distribuzione internazionale e, nel Regno Unito, fu distribuito il 22 febbraio 1926 dalla Phillips Film Company in una versione in quattro rulli della lunghezza di 1.253,95 metri (a fronte dei 1.332,55 metri della versione originale). In Italia, la Sunset Productions lo distribuì nel 1928 con il visto di censura numero 23887.
Masterizzata, la pellicola - di cui esistono ancora alcuni frammenti e una copia incompleta - è stata distribuita in DVD dalla Grapevine e, il 27 agosto 2013, dall'Alpha Video.